# 1990 TN1
1990 TN1 är en asteroid i huvudbältet som upptäcktes den 14 oktober 1990 av den amerikanska astronomen Eleanor F. Helin vid Palomarobservatoriet.
Asteroiden har en diameter på ungefär 3 kilometer och den tillhör asteroidgruppen Hungaria.